# Wuqiu (Kinmen)
Wuqiu oder Wuchiou (chinesisch 烏坵, Pinyin Wūqiū) ist eine kleine Inselgruppe in der Taiwanstraße, die im Wesentlichen aus zwei Hauptinseln, Daqiu (大坵嶼,  Dàqiū yǔ – „Groß-Qiu“) und Xiaoqiu (小坵嶼,  Xiǎoqiū yǔ – „Klein-Qiu“) besteht, die zusammen eine Fläche von 1,2 Quadratkilometern ausmachen. Administrativ gehört Wuqiu zum Landkreis Kinmen der Republik China (Taiwan).

## Lage und Geographie

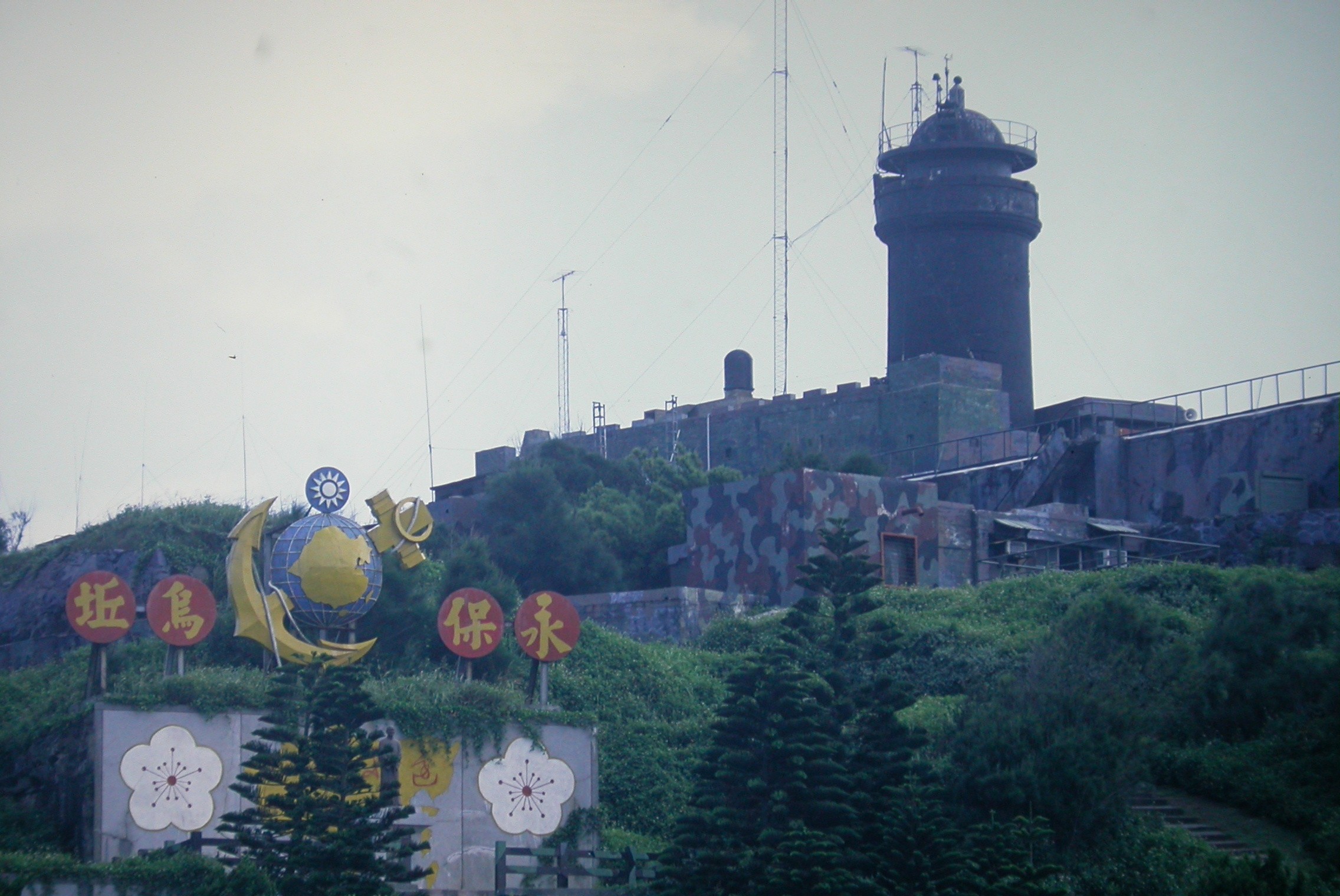
Wuqiu

Wuqiu liegt in der westlichen Taiwanstraße vor der Küste der chinesischen Provinz Fujian. Die Entfernung zum chinesischen Festland in etwa nordwestlicher Richtung beträgt knapp 26 Kilometer und zur nordnordöstlichen chinesischen Nanri-Insel etwa 20 Kilometer. Hingegen ist die Insel Kinmen ungefähr 115 Kilometer Luftlinie entfernt und zur Insel Taiwan auf die andere Seite der Taiwanstraße beträgt die Entfernung 133 Kilometer (nach Taichung). Wuqiu ist damit die geographisch isolierteste Gemeinde der Republik China (Taiwan). Aufgrund ihrer abgelegenen Lage bildet die Gemeinde für sich einen eigenen Telefonvorwahl-Rufnummernraum. 
Administrativ ist Wuqiu in die beiden Dörfer (村,  Cūn) Daqiu (大坵村 – „Dorf Groß-Qiu“) und Xiaoqiu (小坵村 – „Dorf Klein-Qiu“) unterteilt, die zugleich auch die Hauptinseln sind. Auf den Inseln sind zwar fast 700 Einwohner gemeldet, jedoch leben nur etwa 40 Personen, die größtenteils 60 Jahre und älter sind, dauerhaft dort. Die restlichen Bewohner sind temporär dort stationierte Militärs oder Regierungsangestellte.

## Geschichte

Größenvergleich von Wuqiu zu Kinmen

Vor dem Jahr 1949 gehörte Wuqiu zum früheren Landkreis Putian der Provinz Fujian. Nach der Gründung der Volksrepublik China auf dem chinesischen Festland im Jahr 1949 verblieb die Inselgruppe unter der Kontrolle der Republik China. 1954 wurde Wuqiu verwaltungsmäßig vorläufig dem benachbarten Landkreis Kinmen unterstellt, der ebenfalls bei der Republik China verblieben war. Aus diesem Provisorium ist seitdem ein Quasi-Dauerzustand geworden. In den 1950er Jahren kam Wuqiu unter direkte Militärverwaltung und verblieb dort bis zur Aufhebung des Kriegsrechts am 7. November 1992.
Am 21. Mai 2012 verkündete das taiwanische Wirtschaftsministerium, dass zwei Orte in die engere Wahl als mögliche Standorte eines zu errichtenden Endlagers für schwach radioaktive Abfälle, die bisher auf der Insel Lanyu zwischengelagert worden waren, ausgewählt worden seien: zum einen die dünn besiedelte Gemeinde Daren an der Ostküste Taiwans und zum anderen Wuqiu. Die Entscheidung über die endgültige Einrichtung sollte in zwei Referenden in den beiden Gemeinden im Juni 2013 getroffen werden. Dagegen regte sich Widerstand aus der Bevölkerung Wuqius. Der Landrat des Kreises Kinmen und führende Politiker Kinmens betonten, dass keine Entscheidung gegen den Willen der örtlichen Bevölkerung getroffen werden dürfe. Letztlich kam es nicht zur Umsetzung dieser Pläne.

## Verkehr und Wirtschaft
Die einzige regelmäßige Verkehrsanbindung der Inseln bilden die Militärtransportschiffe, die regelmäßig alle 14 Tage zwischen Wuqiu und Taichung verkehren. Eine direkte Schiffsverbindung nach Kinmen besteht nicht. Die medizinische Versorgung der Einwohner stellt ein Problem dar. Auf den Inseln gibt es keine Frischwasserquellen. Der Frischwasserbedarf wird durch Umkehrosmose aus Meerwasser, aus aufbereitetem Regenwasser und über Importe gedeckt. Der Energiebedarf wird überwiegend über Dieselgeneratoren gedeckt. Der Tourismus ist bisher kaum entwickelt. Traditioneller Erwerbszweig war die Fischerei, die während der Periode der militärischen Konfrontation in den 1950er bis 1980er Jahren jedoch deutlich zurückgegangen ist.

## Sehenswürdigkeiten
Auf der Insel Daqiu gibt es einen Leuchtturm, der 1874, noch zur Zeit der Qing-Dynastie nach Plänen eines britischen Ingenieurs erbaut worden war. Anfang der 1950er Jahre wurde er außer Betrieb gesetzt und mit Regierungsmitteln seit 2016 wieder restauriert. Am 23. Juli 2017 nahm er wieder seinen Betrieb auf. Hintergrund der Restaurierung waren weniger Bedürfnisse des Schiffsverkehrs als vielmehr Überlegungen zur Förderung des Tourismus.